# Zeta Microscopii
Zeta Microscopii (ζ  Microscopii, förkortat Zeta Mic, ζ  Mic) som är stjärnans Bayerbeteckning, är en ensam stjärna belägen i den mellersta delen av stjärnbilden Mikroskopet. Den har en skenbar magnitud på 5,31 och är svagt synlig för blotta ögat där ljusföroreningar ej förekommer. Baserat på parallaxmätning inom Hipparcosuppdraget på ca 28,3 mas, beräknas den befinna sig på ett avstånd på ca 115 ljusår (ca 35 parsek) från solen. Den rör sig bort från solen med en radiell hastighet på 4,6 km/s.

## Egenskaper
Zeta Microscopii är en gul till vit stjärna i huvudserien av spektralklass F5 V, vilket anger att den genererar energi genom fusion av väte i dess kärna. Den har en massa som är ca 40 procent större än solens massa, en radie som är drygt dubbelt så stor som solens och utsänder från dess fotosfär ca 7,5 gånger mera energi än solen vid en effektiv temperatur på ca 6 600 K.